# 나나세 다시 한 번
《나나세 다시 한 번》(七瀬ふたたび)은 쓰쓰이 야스타카의 SF 소설이다. 초능력자의 고뇌와 갈등을 그리고 있으며, 제7회 세이운상을 받았다.
《가족팔경》에 이은 〈나나세 시리즈〉, 〈나나세 3부작〉의 하나로, 1979년 NHK 소년 드라마 시리즈 등 5회 영상화되었으며, 야마자키 사야카의 만화 《Nanase》의 원작이기도 하다.

## 줄거리
사람의 마음을 읽는 능력을 지닌 히타 나나세는 자신이 초능력자라는 것에 공포를 느끼고, 가정부를 그만두고 여행을 떠난다. 여행 중, 야간 열차 안에서 자신과 같이 사람의 마음을 읽는 능력을 지닌 소년 노리오, 거기에 예지능력을 가진 청년 화가 츠네오를 만난다. 츠네오는 기차가 사고날 것을 예언하고 나나세와 중간에 내린다. 그 후에도 초능력을 지닌 동료들과 만나지만, 초능력자 말살 계획을 가진 집단을 알게된다.

## 등장인물
히타 나나세
사람의 마음을 읽는 힘을 지닌 초능력자 여성 (텔레패스). 가정부로 일했었다.
노리오
나나세와 같이 사람의 마음을 읽는 능력을 지닌 소년. 어린 시절 어머니를 여의고 이모가 돌봐주었으나 이모를 떠나, 나나세 일행과 함께하게 된다.
이와부치 츠네오
미래를 예지하는 능력을 가진 청년 화가.
스나도리 후지코
시간을 이동하는 능력을 가진 여고생.
헨리
염력을 사용하는 흑인 청년.

## 드라마 (2008년판)
2008년 10월 9일부터 같은 해 12월 11일까지 방송됐다(총10회). 나나세의 직업은 노인복지시설에서 일하는 도우미, 쓰네오의 이름이 고스케로 바뀌었으며 직업은 마술사, 후지코는 대학 연구원, 노리오의 이름이 아키라, 헨리는 일본인으로 등장한다. 또 초능력은 미지능력으로 불린다. 극중에 NHK 드라마 《하게타카》에 등장한 기업인 오조라 전기의 상품(컴퓨터 등)이 등장한다.

### 출연진

#### 주요 출연진
- 다나카(히타) 나나세 - 텔레패스: 렌부쓰 미사코 (어린시절: 오쿠무라 사쓰키)
- 이와부치 고스케 - 예지능력: 시오야 슌
- 스나도리 후지코: 미즈노 미키
- 마유미 루리(나나세의 친구): 야나기하라 가나코
- 헨리(기시타니 나오토) - 염력: 가쿠 도모히로
- 히로세 아키라 - 텔레패스: 미야사카 켄타
- 에토 료타(형사): 사이네이 류지
- 쓰다 점장: 기타무라 소이치로
- 히타 세이치로(나나세의 아버지): 고히나타 후미요
- 다카무라 형사: 이치카와 가메지로

#### 게스트
- 다나카 시즈코(나나세의 엄마): 나카무라 구미
- 채소가게 아줌마: 아치와 사토미
- 괴한: 조성하
- 니시오 마사토 - 투시능력: 이마이 도모히코
- 빨간 옷 여자(피해여성): 나가사와 나오
- 쓰다 나오코(쓰다 점장의 아내): 이토 에이코
- 다케다 유지: 하세가와 히로키
- 스도 다케시 - 염력 (현재는 소멸): 와키 도모히로
- 사쿠라 쇼고(세이치로의 옛 조수): 미쓰이시 겐
- 고미 유리코: 사쿠라다 세이코
- 오노(저널리스트): 호리우치 마사미
- 경찰: 도쿠이 유

### 제작진
- 각본: 반 가즈히코, 마시마 아즈키
- 연출: 가사우라 도모치카, 요시카와 구니오, 마쓰우라 젠노스케, 리쿠타 겐이치
- 음악: 가와이 겐지
- 제작협력: NHK 엔터프라이즈
- 제작사: NHK, 텔레팩

### 주제가
- GReeeeN 〈네 생각〉 (君思い)

### 방송일, 부제
| 제1화                                                   | 2008년 10월 9일  | 그리고 문이 열린다  | 반 가즈히코   | 가사우라 도모치카 | 9.1% |
| 제2화                                                   | 2008년 10월 16일 | 위험한 힘           | 반 가즈히코   | 가사우라 도모치카 | 5.2% |
| 제3화                                                   | 2008년 10월 23일 | 악마의 눈빛         | 반 가즈히코   | 가사우라 도모치카 | 6.4% |
| 제4화                                                   | 2008년 10월 30일 | 대결                | 반 가즈히코   | 마쓰우라 젠노스케 | 4.9% |
| 제5화                                                   | 2008년 11월 6일  | 시간을 뛰어넘다     | 마시마 아즈키 | 요시카와 구니오   | 4.5% |
| 제6화                                                   | 2008년 11월 13일 | 아버지에게로의 열쇠 | 마시마 아즈키 | 마쓰우라 젠노스케 | 6.3% |
| 제7화                                                   | 2008년 11월 20일 | 재회, 그리고…       | 마시마 아즈키 | 요시카와 구니오   | 5.7% |
| 제8화                                                   | 2008년 11월 27일 | 능력의 진실         | 반 가즈히코   | 마쓰우라 젠노스케 | 5.9% |
| 제9화                                                   | 2008년 12월 4일  | 각각의 싸움         | 반 가즈히코   | 리쿠타 겐이치     | 4.7% |
| 최종화                                                  | 2008년 12월 11일 | 기도                | 반 가즈히코   | 요시카와 구니오   | 6.2% |
| 평균시청률 5.9% (시청률은 간토 지구·비디오 리서치 조사) |                  |                     |               |                   |      |

| NHK 드라마 8 | NHK 드라마 8      | NHK 드라마 8    |
| 이전 작품    | 작품명            | 다음 작품       |
| ------------ | ----------------- | --------------- |
| 캣 스트릿    | 나나세 다시 한 번 | Q.E.D. 증명종료 |

## 영화
영화 《나나세 다시 한 번》은 〈쓰쓰이 야스타카 작가생활 50주년 기념 영화〉로 2010년 10월 2일에 개봉됐다. 감독은 고나카 가즈야이다.

### 출연진
- 히타 나나세: 아시나 세이
- 스나도리 후지코: 사토 에리코
- 이와부치 료: 다나카 게이
- 마유미 루리: 마에다 아이
- 오스기 렌